# Brzózki (województwo kujawsko-pomorskie)
Brzózki – wieś w Polsce, położona w województwie kujawsko-pomorskim, w powiecie nakielskim, w gminie Szubin.
| SIMC    | Nazwa     | Rodzaj    |
| ------- | --------- | --------- |
| 0994302 | Wiśniówka | część wsi |
| 0994319 | Zacisze   | część wsi |

W latach 1975–1998 miejscowość administracyjnie należała do województwa bydgoskiego.
Z inicjatywy Stowarzyszenia Twórcze Brzózki na budynkach we wsi namalowano od 2016 dziewięć murali przedstawiających dzieła Vincenta van Gogha, m.in. "Droga z cyprysem i gwiazdą" (z 2020). Autorem murali jest Grzegorz Ilski, właściciel Art Open Studio z Łodzi. 
W 2019 roku we wsi powstało 15 kapliczek z wizerunkami aniołów. 
Na terenie wsi zlokalizowane są dwa nieczynne cmentarze ewangelickie.